# كوستا سافيتش
كوستا سافيتش مواليد 15 ديسمبر 1987 في برتشكو، البوسنة والهرسك، هو لاعب كرة يد بوسني يلعب كظهير أيمن. مثل منتخب البوسنة والهرسك لكرة اليد.

## سجل المنافسة
شارك في البطولات التالية:
- بطولة العالم لكرة اليد للرجال 2015